# 1839 год
1839 (ты́сяча восемьсо́т три́дцать девя́тый) год  по григорианскому календарю — невисокосный год, начинающийся во вторник. Это 1839 год нашей эры, 9‑й год 4‑го десятилетия XIX века 2‑го тысячелетия, 10‑й год 1830‑х годов. Он закончился 186 лет назад.
| Пн | Вт | Ср | Чт | Пт | Сб | Вс |
|    | 1  | 2  | 3  | 4  | 5  | 6  |
| 7  | 8  | 9  | 10 | 11 | 12 | 13 |
| 14 | 15 | 16 | 17 | 18 | 19 | 20 |
| 21 | 22 | 23 | 24 | 25 | 26 | 27 |
| 28 | 29 | 30 | 31 |    |    |    |

| Пн | Вт | Ср | Чт | Пт | Сб | Вс |
|    |    |    |    | 1  | 2  | 3  |
| 4  | 5  | 6  | 7  | 8  | 9  | 10 |
| 11 | 12 | 13 | 14 | 15 | 16 | 17 |
| 18 | 19 | 20 | 21 | 22 | 23 | 24 |
| 25 | 26 | 27 | 28 |    |    |    |

| Пн | Вт | Ср | Чт | Пт | Сб | Вс |
|    |    |    |    | 1  | 2  | 3  |
| 4  | 5  | 6  | 7  | 8  | 9  | 10 |
| 11 | 12 | 13 | 14 | 15 | 16 | 17 |
| 18 | 19 | 20 | 21 | 22 | 23 | 24 |
| 25 | 26 | 27 | 28 | 29 | 30 | 31 |

| Пн | Вт | Ср | Чт | Пт | Сб | Вс |
| 1  | 2  | 3  | 4  | 5  | 6  | 7  |
| 8  | 9  | 10 | 11 | 12 | 13 | 14 |
| 15 | 16 | 17 | 18 | 19 | 20 | 21 |
| 22 | 23 | 24 | 25 | 26 | 27 | 28 |
| 29 | 30 |    |    |    |    |    |

| Пн | Вт | Ср | Чт | Пт | Сб | Вс |
|    |    | 1  | 2  | 3  | 4  | 5  |
| 6  | 7  | 8  | 9  | 10 | 11 | 12 |
| 13 | 14 | 15 | 16 | 17 | 18 | 19 |
| 20 | 21 | 22 | 23 | 24 | 25 | 26 |
| 27 | 28 | 29 | 30 | 31 |    |    |

| Пн | Вт | Ср | Чт | Пт | Сб | Вс |
|    |    |    |    |    | 1  | 2  |
| 3  | 4  | 5  | 6  | 7  | 8  | 9  |
| 10 | 11 | 12 | 13 | 14 | 15 | 16 |
| 17 | 18 | 19 | 20 | 21 | 22 | 23 |
| 24 | 25 | 26 | 27 | 28 | 29 | 30 |

| Пн | Вт | Ср | Чт | Пт | Сб | Вс |
| 1  | 2  | 3  | 4  | 5  | 6  | 7  |
| 8  | 9  | 10 | 11 | 12 | 13 | 14 |
| 15 | 16 | 17 | 18 | 19 | 20 | 21 |
| 22 | 23 | 24 | 25 | 26 | 27 | 28 |
| 29 | 30 | 31 |    |    |    |    |

| Пн | Вт | Ср | Чт | Пт | Сб | Вс |
|    |    |    | 1  | 2  | 3  | 4  |
| 5  | 6  | 7  | 8  | 9  | 10 | 11 |
| 12 | 13 | 14 | 15 | 16 | 17 | 18 |
| 19 | 20 | 21 | 22 | 23 | 24 | 25 |
| 26 | 27 | 28 | 29 | 30 | 31 |    |

| Пн | Вт | Ср | Чт | Пт | Сб | Вс |
|    |    |    |    |    |    | 1  |
| 2  | 3  | 4  | 5  | 6  | 7  | 8  |
| 9  | 10 | 11 | 12 | 13 | 14 | 15 |
| 16 | 17 | 18 | 19 | 20 | 21 | 22 |
| 23 | 24 | 25 | 26 | 27 | 28 | 29 |
| 30 |    |    |    |    |    |    |

| Пн | Вт | Ср | Чт | Пт | Сб | Вс |
|    | 1  | 2  | 3  | 4  | 5  | 6  |
| 7  | 8  | 9  | 10 | 11 | 12 | 13 |
| 14 | 15 | 16 | 17 | 18 | 19 | 20 |
| 21 | 22 | 23 | 24 | 25 | 26 | 27 |
| 28 | 29 | 30 | 31 |    |    |    |

| Пн | Вт | Ср | Чт | Пт | Сб | Вс |
|    |    |    |    | 1  | 2  | 3  |
| 4  | 5  | 6  | 7  | 8  | 9  | 10 |
| 11 | 12 | 13 | 14 | 15 | 16 | 17 |
| 18 | 19 | 20 | 21 | 22 | 23 | 24 |
| 25 | 26 | 27 | 28 | 29 | 30 |    |

| Пн | Вт | Ср | Чт | Пт | Сб | Вс |
|    |    |    |    |    |    | 1  |
| 2  | 3  | 4  | 5  | 6  | 7  | 8  |
| 9  | 10 | 11 | 12 | 13 | 14 | 15 |
| 16 | 17 | 18 | 19 | 20 | 21 | 22 |
| 23 | 24 | 25 | 26 | 27 | 28 | 29 |
| 30 | 31 |    |    |    |    |    |

## События
- 19 января — Аден оккупирован Великобританией и в сентябре включён в состав британской индийской колонии Бомбей[1].
- 1 февраля — формально прекратила своё существование Федеральная республика Центральной Америки в связи с истечением срока полномочий президента Франсиско Морасана и выходом из Федерации Никарагуа, Гондураса и Коста-Рики[2].
- Луи Даге́р разработал новый доступный способ получения фотографий — дагеротипи́ю, благодаря чему фотография получила широкое распространение.
- 18 февраля — на Полоцком церковном соборе Грекокатолическая церковь Российской империи по инициативе Иосифа (Семашко) воссоединилась с Российской православной церковью.
- 1 апреля — поселения освобождённых американских рабов на западном побережье Африки объединились в Содружество поселений Либерии[3].
- 16 апреля — в американском штате Индиана был заложен город Типтон, ставший столицей одноимённого округа[4].
- 21 апреля — турецкая армия, нарушив Кютахийское соглашение, перешла реку Евфрат и начала поход на Египет[5].
- 25 апреля — Первая англо-афганская война: британские и пенджабские войска заняли афганский город Кандагар[6].
- 30 апреля — в Вятке торжественно заложен Александро-Невский собор (разрушен в 1937 году).
- 8 мая — Первая англо-афганская война: претендент на афганский престол Шуджа уль-Мульк коронован в Кандагаре как шах Афганистана под именем Ахмад[7].
- 12 мая — восстание в Париже, организованное «Обществом времён года» Огюста Бланки. Подавлено на следующий день[8].
- 24 июня — вторгшаяся в Египет турецкая армия возглавляемая капитаном Хельмутом фон Мольтке разгромлена в первом же сражении у Низипа[5].
- 26 июня — у стен города Гуанчжоу чиновники и солдаты империи Цин по приказу наместника Линь Цзысюя завершили сожжение конфискованного у английских наркоторговцев опиума (свыше миллиона килограммов)[9]. Спустя полтора века, в 1987 году, именно в память этого события Генеральная Ассамблея ООН постановила ежегодно отмечать 26 июня как Международный день борьбы со злоупотреблением наркотическими средствами и их незаконным оборотом[10].
- 1 июля
  - Бракосочетание Великой княгини Марии Николаевны с герцогом Максимилианом Лейхтенбергским.
  - Манифест «Об устройстве денежной системы» (о серебряном рубле, как основной денежной единицы Российской империи) дал начало денежной реформе в России.[11].
  - Скончался султан Османской империи Махмуд II (престол занял его сын Абдул-Меджид I)[12].
- 23 июля — Первая англо-афганская война: британские и пенджабские войска взяли афганский город Газни и начали продвижение к Кабулу[13].
- 7 августа — Первая англо-афганская война: шах Шуджа уль-Мульк вступил в Кабул, оставленный силами эмира Дост Мухаммеда. В стране начинается антибританская партизанская война[14].
- 25 ноября — на портовый город Коринга обрушился самый смертоносный циклон в истории Индии[15].

## Родились
См. также: Категория:Родившиеся в 1839 году
- 5 января — Николай Петрович Линевич, русский военный деятель, генерал-адъютант, командовал штурмом Пекина в 1900 году, и. д. Приамурского генерал-губернатора в 1903—1904 годах, главнокомандующий вооружёнными силами на Дальнем Востоке в 1905—1906 годах (ум. 1908).
- 27 января — Павел Платонович Чубинский, русский журналист, этнограф, историк, географ, полярный исследователь Русского Севера.
- 12 февраля — Виктор Иванович Василенко, российский и украинский этнограф и статистик; один из авторов «ЭСБЕ» (ум. в 1914).
- 13 марта — Александр Навроцкий, русский поэт и драматург.
- 16 марта — Сюлли-Прюдом, французский поэт и эссеист, член группы «Парнас», в 1901 году стал первым лауреатом Нобелевской премии по литературе. (ум. 1907).
- 21 марта — Модест Петрович Мусоргский, русский композитор (ум. 1881).
- 20 апреля — Кароль I, король Румынии (ум. 1914).
- 12 апреля — Николай Михайлович Пржевальский, российский путешественник и натуралист (ум. 1888).
- 16 мая — Франсуа Арман Сюлли-Прюдом, французский поэт, первый лауреат Нобелевской премии по литературе (1901; ум. 1907).
- 8 июля — Джон Рокфеллер, американский предприниматель, филантроп, первый долларовый миллиардер в истории человечества. (ум. 1937).
- 18 июля — Иван Алексеевич Куратов, основоположник коми литературы, лингвист, переводчик, коми поэт, (ум. 1875).
- 3 августа — Ипполит Ланглуа (ум. 1912), французский генерал и сенатор; член Французской академии[16].
- 30 октября — Альфред Сислей, французский художник английского происхождения (ум. 1899).
- 8 ноября — Иван Логгинович Горемыкин, российский политик, премьер-министр России в 1906 и 1914—1916 годах.

## Скончались
См. также: Категория:Умершие в 1839 году
- 27 января — Пётр Козьмич Фролов, создатель первой в России железной дороги на гужевой тяге.
- 4 мая — Денис Давыдов, русский поэт, герой Отечественной войны 1812 г.
- 27 июня — Ранджит Сингх, махараджа Пенджаба, основатель государства сикхов, известный как Лев Пенджаба.
- 1 июля — Махмуд II, 30-й султан Османской империи.
- 10 июля — Фернандо Сор, испанский классический гитарист-виртуоз и композитор, один из крупнейших исполнителей на этом инструменте в XIX веке.
- 3 декабря — Фредерик VI, король Дании.